# Aeroporto Internacional de Debrecen

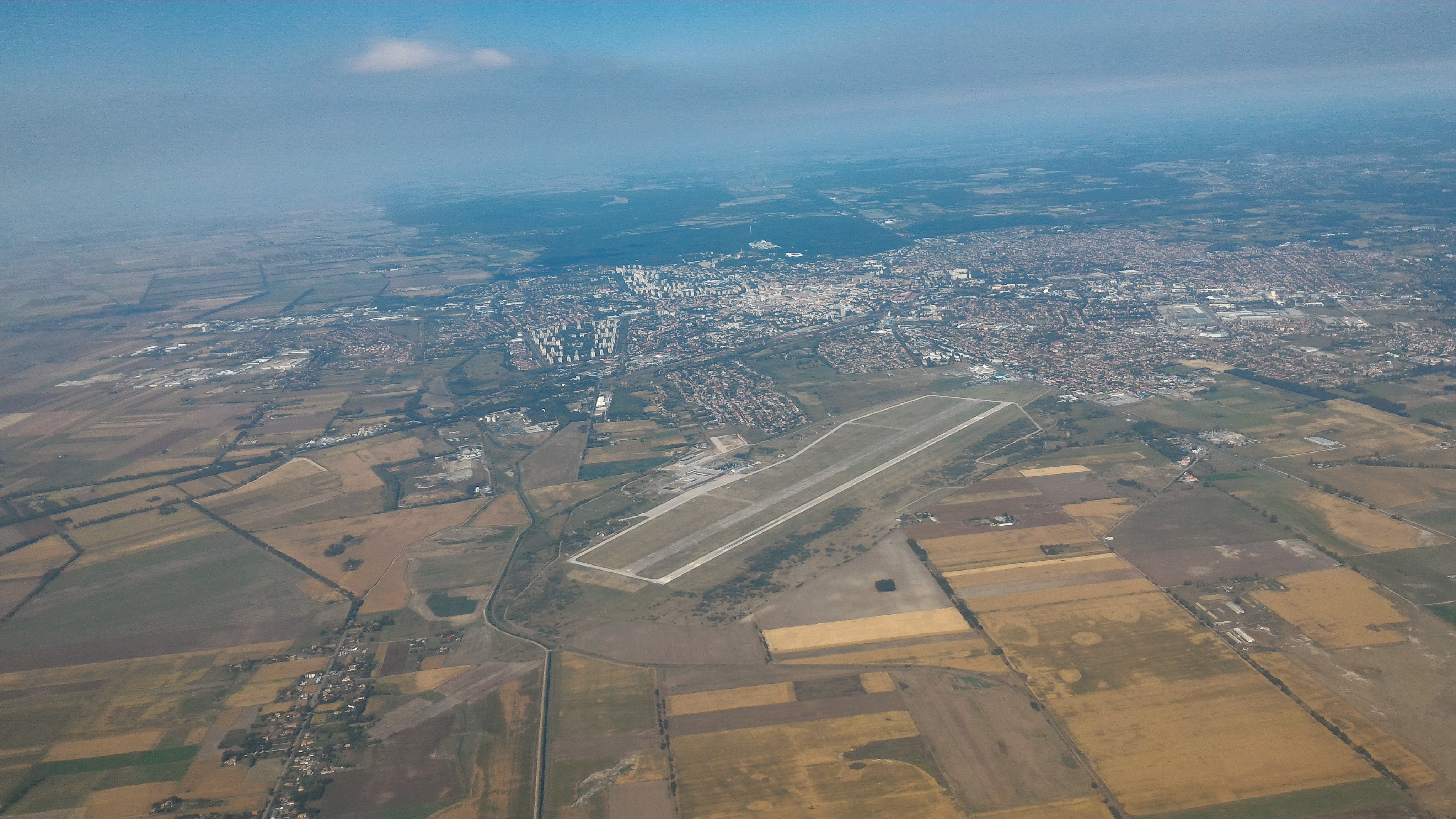
Imagem aérea do aeroporto internacional de Debrecen.

O Aeroporto Internacional de Debrecen (código IATA: DEB; código ICAO: LHDC) é um dos cinco aeroportos internacionais na Hungria, localizado 5 km a sul-sudoeste de Debrecen. O Aeroporto Internacional de Debrecen provém de uma antiga base aérea russa, sendo adquirido em 1994 e convertido a aeroporto regional em 2011. Foi declarado aeroporto internacional em 2004, sofrendo várias remodelações nos anos seguintes.